# Montigny-en-Gohelle
Montigny-en-Gohelle ist eine französische Gemeinde und gehört zum Kanton Hénin-Beaumont-1 im Département Pas-de-Calais in der Region Hauts-de-France.
Die Stadt mit 9667 Einwohnern (Stand 1. Januar 2022) gehört zur Communauté d’agglomération d’Hénin-Carvin, die aus 14 Gemeinden mit insgesamt 125.000 Einwohnern besteht. Nachbargemeinden sind Sallaumines im Westen, Harnes im Norden, Hénin-Beaumont im Osten und Billy-Montigny im Süden.

## Geschichte
| Bevölkerungsentwicklung | Bevölkerungsentwicklung | Bevölkerungsentwicklung | Bevölkerungsentwicklung | Bevölkerungsentwicklung | Bevölkerungsentwicklung | Bevölkerungsentwicklung | Bevölkerungsentwicklung |
| ----------------------- | ----------------------- | ----------------------- | ----------------------- | ----------------------- | ----------------------- | ----------------------- | ----------------------- |
| Jahr                    | 1962                    | 1968                    | 1975                    | 1982                    | 1990                    | 1999                    | 2009                    |
| Einwohner               | 8.787                   | 8.908                   | 9.232                   | 11.140                  | 10.629                  | 10.558                  | 10.040                  |

## Persönlichkeiten
- Georges Lech (* 1945), Fußballspieler

## Städtepartnerschaften
Die Stadt unterhält Städtepartnerschaften mit folgenden Städten:
- Stollberg/Erzgeb. (Deutschland)
- Tamási in Ungarn